# Mateo Ponte
Mateo Ponte Costa (Montevideo, Uruguay; 24 de mayo de 2003) es un futbolista uruguayo. Juega de lateral derecho y su equipo actual es el Botafogo del Campeonato Brasileño de Serie A.
Estudio en el Hans Christian Andersen

## Trayectoria
Formado en las inferiores del Danubio, Ponte debutó en el primer equipo el 4 de febrero de 2020 en la victoria por 4-0 sobre River Plate.
En agosto de 2023, fue presentado como nuevo refuerzo del Botafogo del Campeonato Brasileño de Serie A.
En agosto de 2023, Mateo Ponte debutó con la camiseta del Botafogo en la victoria por 3-0 sobre el Bahía, en el estadio Nilton Santos, en la jornada 21 del Campeonato Brasileño.
En julio de 2025, Mateo Ponte recibió una oferta de 4 millones de dólares del Al Jazira de los Emiratos Árabes Unidos para dejar el Botafogo. Adaptado, múltiple campeón e identificado con el club, el lateral derecho rechazó la oferta para quedarse en el equipo.

## Selección nacional
Es internacional juvenil por Uruguay. Fue citado al Campeonato Sudamericano Sub-20 de 2023.

## Estadísticas
Actualizado al último partido disputado el 25 de julio de 2022
| Club              | Div.          | Temporada     | Liga  | Liga  | Copas nacionales | Copas nacionales | Copas internacionales | Copas internacionales | Total | Total |
| Club              | Div.          | Temporada     | Part. | Goles | Part.            | Goles            | Part.                 | Goles                 | Part. | Goles |
| ----------------- | ------------- | ------------- | ----- | ----- | ---------------- | ---------------- | --------------------- | --------------------- | ----- | ----- |
| Danubio · Uruguay | 1.ª           | 2020          | 10    | 0     | —                | —                | —                     | —                     | 10    | 0     |
| Danubio · Uruguay | 2.ª           | 2021          | 3     | 0     | —                | —                | —                     | —                     | 3     | 0     |
| Danubio · Uruguay | 1.ª           | 2022          | 1     | 0     | —                | —                | —                     | —                     | 1     | 0     |
| Danubio · Uruguay | Total club    | Total club    | 14    | 0     | 0                | 0                | 0                     | 0                     | 14    | 0     |
| Total carrera     | Total carrera | Total carrera | 14    | 0     | 0                | 0                | 0                     | 0                     | 14    | 0     |

## Palmarés

### Títulos nacionales
| Título               | Club           | País   | Año  |
| -------------------- | -------------- | ------ | ---- |
| Campeonato Brasileño | Botafogo F. R. | Brasil | 2024 |

### Títulos internacionales
| Título                       | Equipo               | País               | Año  |
| ---------------------------- | -------------------- | ------------------ | ---- |
| Copa Mundial Sub-20          | Selección de Uruguay | Bandera de Uruguay | 2023 |
| Copa Libertadores de América | Botafogo F. R.       | Buenos Aires       | 2024 |